# Paul Whitehead (kunstenaar)
Paul Whitehead is een Brits grafisch kunstenaar.
Hij kreeg zijn opleiding aan de Universiteit van Oxford. Hij werd ontdekt tijdens een kunstshow in Londen en mocht werken voor het Britse platenlabel Liberty Records, gespecialiseerd in jazz. Hij kreeg de opdracht een nieuw ontwerp te maken voor een Fats Domino-album. Na een periode van allerlei scharrelwerk voor de Britse markt, kreeg hij de functie van artdirector van Time Out in Londen, dat er tevens voor zorgde dat hij platenhoezen kon blijven ontwerpen. Rond 1970 ontmoette hij muziekproducent John Anthony, die hem onder de aandacht bracht van Tony Stratton-Smith, oprichter en baas van Charisma Records. Hij kreeg opdracht op elpee’s van dat label te voorzien van hoezen. Zo verschenen van hem de karakteristieke hoezen voor Genesis (Trespass, Nursery Cryme, Foxtrot en de kalligrafie voor Genesis Live). Ook Van der Graaf Generator, Peter Hammill en Lindisfarne maakten van zijn diensten gebruik. Peter Hammill was daarin bijzonder, omdat die hem ook als muzikant noemde op de albums Fool's mate en In camera. Andere minder bekende artiest in zijn portofolio zijn Le Orme, Renaissance (album Illusion). Uit recentere jaren dateert een platenhoes voor Neal Morse (The simitude of a dream, 2016)
In 1973 vertrok hij naar Los Angeles om daar zijn werk voort te zetten. En was in 2000 de ontwerper voor het NEARfest, een festival voor progressieve rock. Hij was mede-mede-organisator van de Drive through art gallery in 1977, iets dat voortvloeide uit zijn Eyes and Ears Foundation. De kunstenaar heeft enige tijd in de Guinness Book of Records gestaan; hij zou (toen) de grootste muurschildering op zijn naam hebben staan. Dat was te vinden op de gevelwand van Vegas World. Het kunstwerk ging verloren, het gebouw werd namelijk beginjaren negentig van de 20e eeuw gesloopt.